# Scutinanthe
Scutinanthe là một chi thực vật thuộc họ Burseraceae. Chi này có các loài sau (tuy nhiên danh sách này có thể chưa đủ):
- Scutinanthe brunnea, Thw.